# Hubert de Nîmes
Pour les articles homonymes, voir Hubert.
Hubert de Nîmes est un prélat du Haut Moyen Âge, dix-huitième évêque connu de Nîmes de 905 à 928.